# Nemurella pictetii
Nemurella pictetii is een steenvlieg uit de familie beeksteenvliegen (Nemouridae). De wetenschappelijke naam van de soort is voor het eerst geldig gepubliceerd in 1900 door Klapálek.